# Simone Velasco
Simone Velasco, nascido a 2 de dezembro de 1995 em Bolonha, é um ciclista profissional italiano que actualmente corre para a equipa Neri Sottoli-Selle Italia-KTM.

## Palmarés
2015
- Coppa della Pace
- Ruota d'Oro

2019
- Troféu Laigueglia[1]
- 1 etapa da Settimana Coppi e Bartali